# Părul facial în lumea arabă
Așa cum femeile  obișnuiesc să se împodobească, corpurile bărbătești reprezintă locuri unde identitățile sunt create, simbolizate și chiar contestate. Deși nu a existat o interpretare singulară a semnificației părului facial, de secole încoace, bărbile au însemnat înapoiere în Orient, iar înlăturarea lor, precum a unui văl, modernism și eliberare.

## Barba în trecut
În cadrul discursurilor orientaliste, barba constituie un simbol puternic care frecvent invocă teama, dar are și diverse conotații la diferite persoane în timp și spațiu. De la Abe Lincoln la Ayatollahul Khomeini, de la jucătorii de hochei la adepții hippie, barba poate însemna bărbăție și apartenență la înalta societate; sau contrar, excentricitate, obscenitate și  înapoiere.
Studiile antropologice și psihologice centrate pe părul facial și îndeosebi pe barbă au indicat faptul că este păstrată dintr-o serie de motive, pornind de la semnificații religioase sau culturale, la o simplă respingere a bărbieritului. Deși barba este purtată din motive variate și ambigue, păstrarea acesteia este o practică trupească, încorporată uneori în discursuri speciale în scopul oferirii unui sens.
în cazul religiei – islam, iudaism, sikhism sau creștinism – bărbile au avut o mare importanță, iar importanța a fost și este fluidă și contextuală1. În ceea ce privește islamul, Coranul conține îndrumări generale privind purtarea hainelor modeste la ambele sexe, fără a face trimiteri la părul facial. Cu toate acestea, purtarea bărbii constituie o tradiție bine înrădăcinată în numeroase societăți musulmane. Iar această practică își are originea la Profetul Muhammad. Profetul nu își bărbierea complet barba, în consecință unii musulmani își păstrează părul facial din respect pentru Muhammad. Dar acest lucru nu reprezintă o obligație pentru musulmani, mulți nepurtând barbă sau mustață.
Deși barba a fost păstrată din varii motive, nefiind neapărat un marcator al unei clase sau al unei culturi, a fost totuși etichetată, de secole, ca semn de înapoiere sau indicator al persoanelor neoriginare din  Occident. Asocierea între părul facial și înapoiere este încă întâlnită, mai mult fiind mediatizată ca reprezentarea iconică a extremismului islamic.

## Barba în lumea musulmană
În lumea musulmană, părul facial este un atribut al statutului social, care transmite informații prețioase despre fiecare bărbat, chiar înainte ca acesta să se prezinte interlocutorului sau să îi vorbească. Cu alte cuvinte, barba contribuie la prima impresie pe care un partener de conversație ar putea să o aibă. Mai mult, există numeroase stiluri în care se poartă barba, având semnificații diferite în funcție de regiune.

## Egipt, Yemen, Irak
În această societate, părul facial denotă mai mult decât o simplă întreținerea a aspectului exterior și a unui stil personal. De exemplu, în Egipt, membrii Frăției Musulmane poartă, de obicei, bărbi bine îngrijite și mustăți dese în timp ce salafiștii, fundamentaliștii ultraconservatori, preferă bărbile lungi și rebele,  de multe ori bărbierindu-și mustața în semn de respect față de stilul în care profetul Mohammed își purta el însuși barba, în urmă cu 1.400 de ani. De asemenea, există adepți care își vopsesc părul facial cu henna, în nuanțe de la maro la portocaliu deschis. 
În perioada de după regimul Hosni Mubarak în Egipt, bărbile au început să prindă din nou contur. Timp de patru ani, bărbile au fost considerate simboluri ale mișcărilor islamice, pe care președintele le vedea ca pe niște amenințări ale puterii. Angajaților Guvernului, ofițerilor de poliție și chiar piloților egipteni le era interzis să poarte barbă. În prezent, purtarea bărbii în Egipt a devenit o chestiune corelată drepturilor omului și libertății de expresie, fiind și un punct de referință, pe plan politic. Barba mai este văzută și ca o dovadă de bărbăție și onoare.
Nici Yemenul nu face o excepție: într-adevăr, una dintre cele mai cunoscute familii tribale se numește Abu Shawarib – „tatăl mustății” – aparent în onoarea părului facial al unuia dintre strămoșii săi. Odată ce un tânăr yemenit ajunge la adolescență, purtarea mustății este aproape un mandat cultural. Însă, pe de altă parte, părului facial i se poate da un caracter politic. Unele dintre hadithurile profetului Muhammad oferă percepția că un individ a fost pro-barbă și prin urmare anti-mustață, iar în lumea arabă, de cele mai multe ori barba a devenit irevocabil asociată cu islamul politic.
În Irak, bărbații au purtat cu mândrie mustățile începând din secolul al XV-lea, momentul guvernării otomane iubitoare de acest tip de podoabă facială. Totodată, cu cât mustața este mai groasă, cu atât mai masculin este purtătorul ei. Un exemplu de compliment în societatea irakiană îl constituie să îi lauzi cuiva mustața spunându-i „un vultur ar putea ateriza pe ea”.
Mai mult, mustățile reprezintă metaforic onoarea personală, în urmare irakienii vor jura pe ele, precum un creștin pe Biblie, și se vor folosi de ea pentru a insulta.
Barba nu este doar un simbol al musulmanilor. Majoritatea creștinilor copți și a călugărilor poartă barbă lungă. Când noul papă copt a fost ales, în persoana lui Tawadros II, acesta avea o barbă asemănătoare cu cea a lui Emad Abdel-Ghafour, fostul lider al celui mai mare partid salafist din Egipt.

## Legături externe
http://geogdata.csun.edu/~aether/pdf/volume_08b/culcasi.pdf

http://adevarul.ro/international/in-lume/un-jurnalist-egiptean-explicat-simbolurile-spatele-obiceiul-purta-barba-lumea-araba-musulmana-1_511328884b62ed5875e359f0/index.html

http://www.buzzfeed.com/miriamberger/in-the-arab-world-beards-have-been-controversial-long-before

http://www.bbc.co.uk/news/magazine-20877090

http://www.yourmiddleeast.com/features/of-mustaches-and-men_9103 Arhivat în 10 februarie 2014, la Wayback Machine.

http://www.slate.com/articles/news_and_politics/explainer/2003/03/does_saddam_impose_a_mustache_mandate_in_iraq.html